# Christa Lee Williams
Christa Lee Williams, född den 8 februari 1978 i Houston, är en amerikansk softbollspelare.
Hon tog OS-guld i samband med de olympiska softboll-turneringarna 2000 i Sydney.